# Martin Mandre
Martin Mandre (ur. 31 maja 1977 w Tallinnie) – estoński żużlowiec.

## Życiorys
Dwukrotny medalista indywidualnych mistrzostw Estonii: srebrny (1996) oraz brązowy (1995). Dwukrotny złoty medalista indywidualnych mistrzostw Estonii młodzików w klasie 125 ccm (1992, 1993). Trzykrotny złoty medalista indywidualnych mistrzostw Estonii na długim torze w klasie 125 ccm (1992, 1993, 1994).